# Красный Яр (Ковылкинский район)
Красный Яр — поселок Ковылкинского района Республики Мордовия в составе Кочелаевского сельского поселения. 

## География
Находится на расстоянии примерно 5 километров по прямой на юго-восток от районного центра города Ковылкино.

## История
Возник в начале 1920-х годов. В 1931 году учтен как поселок Кочелаевского сельсовета из 47 дворов.

## Население
Постоянное население составляло 16 человек (русские 94%) в 2002 году, 2 в 2010 году .